# Gandamak
Gandamak ist ein Ort in afghanischen Provinz Nangarhar. 
Die Stadt befindet sich im Nordosten des Landes an der Straße von Peschawar nach Kabul auf einer Höhe von 1302 Metern über dem Meeresspiegel. Sie hat etwa 10.000 Einwohner.
Während des Ersten Anglo-Afghanischer Kriegs fand am 13. Januar 1842 in ihrer Nähe zwischen britischen Truppen und Afghanen die Schlacht von Gandamak statt.
Am 26. Mai 1879 wurde hier während des Zweiten Anglo-Afghanischer Kriegs zwischen Großbritannien und Afghanistan der Vertrag von Gandamak geschlossen.